# هجوم لييج (مايو 2018)
هجوم لييج مايو 2018 هو هجوم قتل جماعي حدث صباح يوم الثلاثاء 29 مايو 2018 في مدينة لييج ببلجيكا. وقع إطلاق النار قرابة الساعة 10:30 (08:30 بتوقيت غرينتش) في جادة أفروا، أحد أبرز شوارع المدينة، وقُتل على إثره شرطيتان وشخص ثالث، بحسب مسؤول في مكتب المحافظ. وقالت مصادر رسمية أن مُطلق النار توجه لاحقا إلى مدرسة ثانوية، حيث احتجز رهينة لفترة قصيرة، لكن من دون أن يُصاب أحد. وأعلن مدعي لييج فيليب دوليو في مؤتمر صحافي أن الرجل هاجم الشرطيتين بسكين من الخلف، وطعنهما مرات عدة، ثم استولى على سلاحيهما، واستخدمهما لقتلهما، مضيفا ان رجلًا يبلغ من العمر 22 عامًا كان داخل سيارة متوقفة في الحي قُتل أيضا. ونقلت وسائل إعلام محلية عن مصادر في الشرطة أن المسلح كان يصرخ «الله أكبر».

## المنفذ
منفذ العملية يُدعى بنيامين هيرمان وهو مواطن بلجيكي كان قد تم إطلاق سراحه بشكل مؤقت بعد احتجازه بسبب تجارة المخدرات غير المشروعة وانتهاكات بسيطة أخرى. في الحقيقة كان المحققون يسعون لمعرفة ما إذا كان الهجوم له علاقة بالإسلام أو مجرد «تطرف في السجن».
بعد إجراء التحقيقات اللازمة وُجد أن بنيامين أجرى بعض الاتصالات مع إسلاميين قد يُعتبرون «متطرفين» عندما كان في السجن وبالرغم من ذلك فالشرطة أكدت أن الهجوم لا علاقة له بهذا. جذير بالذكر أن بنيامين هيرمان معروف لدى شرطة لييج بسبب تورطه في مجموعة من الجرائم «البسيطة» مثل السرقة والاعتداء وتجارة بالمخدرات. وكانت عائلة بنيامين قد طلبت تحضير السجين من أجل إعادة إدماجه في المجتمع على الرغم من أنه كان عنيفا جدا معهم ومع الكل تقريبا.